# ECHL 1989/90
Die Saison 1989/90 war die zweite reguläre Saison der East Coast Hockey League (ECHL). Die acht Teams absolvierten in der regulären Saison je 60 Begegnungen. Die ECHL spielte das letzte Mal nur in einer Division. Das punktbeste Team der regulären Saison waren die Winston-Salem Thunderbirds, während die Greensboro Monarchs in den Play-offs erstmals den Riley Cup gewannen.

## Teamänderungen
Folgende Änderungen wurden vor Beginn der Saison vorgenommen:
- Die Carolina Thunderbirds änderten ihren Namen in Winston-Salem Thunderbirds.
- Im Zuge einer Ligaerweiterung wurden die Greensboro Monarchs aufgenommen.
- Im Zuge einer Ligaerweiterung wurden die Hampton Roads Admirals aufgenommen.
- Im Zuge einer Ligaerweiterung wurden die Nashville Knights aufgenommen.

## Reguläre Saison

### Abschlusstabellen
Abkürzungen: GP = Spiele, W = Siege, L = Niederlagen, T = Unentschieden, OTL = Niederlage nach Overtime, GF = Erzielte Tore, GA = Gegentore, Pts = Punkte
| East Coast Hockey League   | GP | W  | L  | OTL | GF  | GA  | Pts |
| -------------------------- | -- | -- | -- | --- | --- | --- | --- |
| Winston-Salem Thunderbirds | 60 | 38 | 16 | 6   | 312 | 257 | 82  |
| Erie Panthers              | 60 | 38 | 16 | 6   | 357 | 251 | 82  |
| Virginia Lancers           | 60 | 36 | 18 | 6   | 261 | 218 | 78  |
| Greensboro Monarchs        | 60 | 29 | 27 | 4   | 263 | 283 | 62  |
| Hampton Roads Admirals     | 60 | 29 | 29 | 2   | 252 | 267 | 60  |
| Nashville Knights          | 60 | 26 | 30 | 4   | 248 | 289 | 56  |
| Johnstown Chiefs           | 60 | 23 | 31 | 6   | 233 | 291 | 52  |
| Knoxville Cherokees        | 60 | 21 | 33 | 6   | 230 | 300 | 48  |

## Riley-Cup-Playoffs
|  | Riley-Cup-Viertelfinale | Riley-Cup-Viertelfinale | Riley-Cup-Viertelfinale |   |                     | Riley-Cup-Halbfinale | Riley-Cup-Halbfinale       | Riley-Cup-Halbfinale |  |   | Riley-Cup-Finale           | Riley-Cup-Finale | Riley-Cup-Finale |
|  |                         |                         |                         |   |                     |                      |                            |                      |  |   |                            |                  |                  |
|  |                         |                         |                         |   |                     | 1                    | Winston-Salem Thunderbirds | 4                    |  |   |                            |                  |                  |
|  |                         |                         |                         |   |                     | 1                    | Winston-Salem Thunderbirds | 4                    |  |   |                            |                  |                  |
|  | 6                       | Nashville Knights       | 1                       |   |                     |                      |                            |                      |  |   |                            |                  |                  |
|  | 6                       | Nashville Knights       | 1                       |   |                     |                      |                            |                      |  |   |                            |                  |                  |
|  |                         |                         |                         |   |                     |                      |                            |                      |  | 1 | Winston-Salem Thunderbirds | 1                |                  |
|  |                         | 3                       | Greensboro Monarchs     | 4 |                     |                      |                            |                      |  |   |                            |                  |                  |
|  | 2                       | Erie Panthers           | 3                       |   |                     |                      |                            |                      |  |   |                            |                  |                  |
|  | 5                       | Hampton Roads Admirals  | 2                       |   |                     |                      |                            |                      |  |   |                            |                  |                  |
|  | 5                       | Hampton Roads Admirals  | 2                       |   | 2                   | Erie Panthers        | 0                          |                      |  |   |                            |                  |                  |
|  |                         |                         |                         |   | 2                   | Erie Panthers        | 0                          |                      |  |   |                            |                  |                  |
|  |                         | 3                       | Greensboro Monarchs     | 2 |                     |                      |                            |                      |  |   |                            |                  |                  |
|  | 3                       | 3                       | Greensboro Monarchs     | 2 | Greensboro Monarchs | 3                    |                            |                      |  |   |                            |                  |                  |
|  | 3                       |                         |                         |   |                     |                      |                            |                      |  |   |                            |                  |                  |
|  | 4                       | Virginia Lancers        | 1                       |   |                     |                      |                            |                      |  |   |                            |                  |                  |

### Riley-Cup-Sieger
| Riley-Cup-Sieger Greensboro Monarchs | Phil Berger, John Blessman, Daniel Bock, Doug Brown, Mike Butters, Wade Flaherty, Chris Laganas, Doug Lawrence, Bruce Major, Mike McCormick, Steve McKinley, Chris Robertson, John Sullivan, Boyd Sutton, Chad Thompson, Nick Vitucci, Scott White Trainer: Jeff Brubaker |

## Vergebene Trophäen
| Auszeichnung                                                        | Spieler                    | Team                       |
| ------------------------------------------------------------------- | -------------------------- | -------------------------- |
| ECHL Coach of the Year Bester Trainer                               | Dave Allison               | Virginia Lancers           |
| ECHL Most Valuable Player Bester Spieler der regulären Saison       | Bill McDougall             | Erie Panthers              |
| Riley Cup Playoffs Most Valuable Player Bester Spieler der Playoffs | Wade Flaherty              | Greensboro Monarchs        |
| ECHL Rookie of the Year Bester Rookie der regulären Saison          | Bill McDougall             | Erie Panthers              |
| ECHL Defenseman of the Year Bester Verteidiger der regulären Saison | Bill Whitfield             | Virginia Lancers           |
| ECHL Leading Scorer Bester Scorer der regulären Saison              | Bill McDougall             | Erie Panthers              |
| Riley Cup Gewinner der ECHL-Playoffs                                | Greensboro Monarchs        | Greensboro Monarchs        |
| Henry Brabham Cup Bestes Team der regulären Saison                  | Winston-Salem Thunderbirds | Winston-Salem Thunderbirds |